# Мартин, Крис
Кристофер Энтони Джон Мартин (англ. Christopher Anthony Martin; род. 2 марта 1977, Эксетер, графство Девон, Англия, Великобритания) — британский музыкант. Фронтмен, вокалист, клавишник и ритм-гитарист группы Coldplay.

## Карьера

### Coldplay

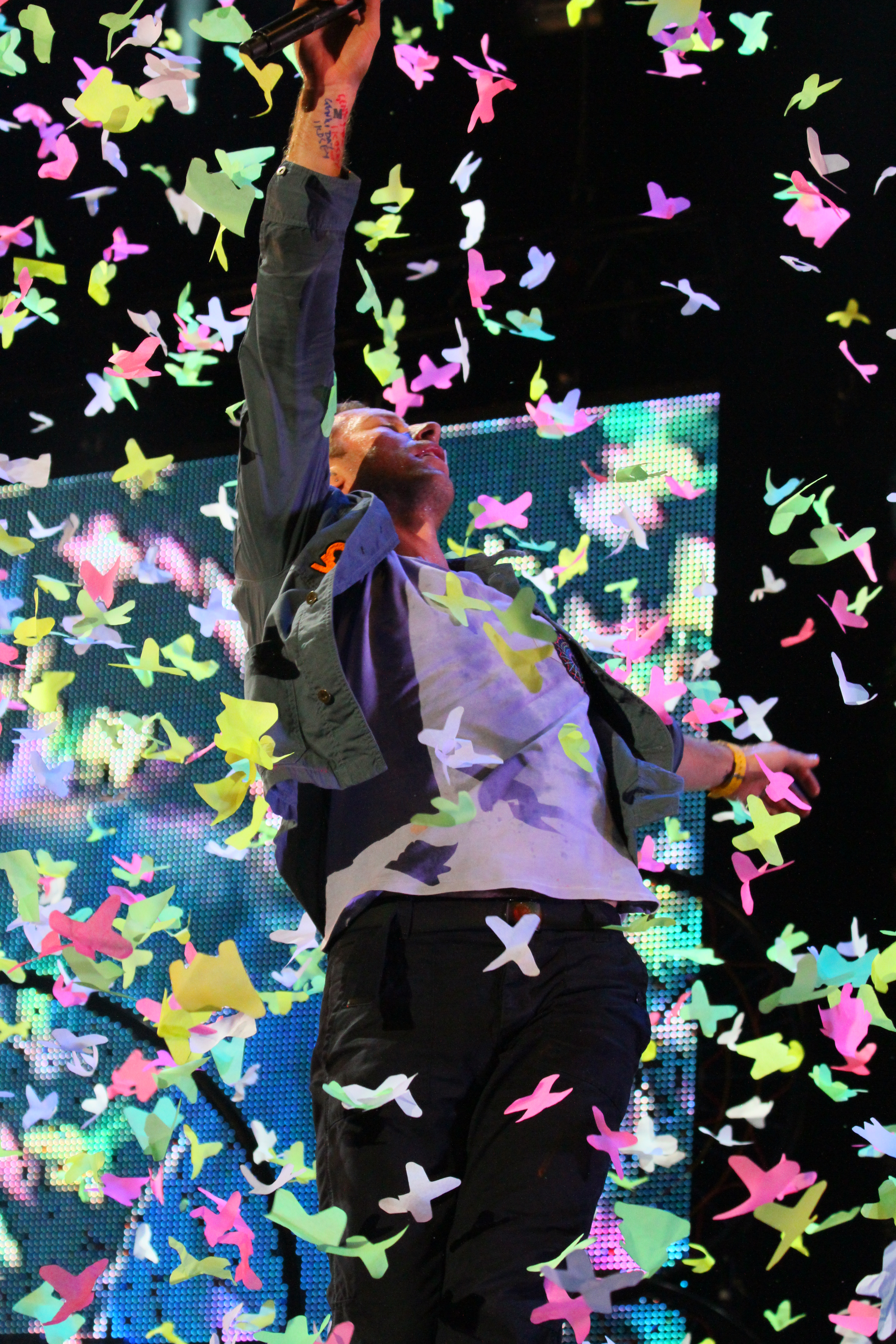
Ниигата, Япония, 2011 год

Во время обучения в университете Мартин познакомился с Джонни Баклэндом, Уиллом Чемпионом и Гаем Беррименом. В 1996 они сформировали рок-группу Coldplay. С выходом первого альбома Parachutes в 2000 году группа завоевала известность на международной сцене. С тех пор они реализовали ещё девять альбомов: A Rush of Blood to the Head, X&Y, Viva la Vida or Death and All His Friends, Mylo Xyloto, Ghost Stories, A Head Full of Dreams, Everyday Life, Music Of The Spheres и Moon Music

### Сольная карьера
Как сольный исполнитель, Мартин написал песни для различных исполнителей, включая Embrace («Gravity») и Jamelia («See It in a Boy's Eyes»). Кроме того, Мартин сотрудничал с Ron Sexsmith, Faultline, The Streets, и Иэном Маккалохом. Он также исполнял часть вокальной партии на сингле «Do They Know It's Christmas?» группы Band Aid 20 в конце 2004 года. В 2005 Мартин работал с Нелли Фуртадо над её песней «All Good Things (Come to an End)» с альбома Loose. После их совместного выступления в 2002 году ходили слухи, что они встречаются. Фуртадо смеялась над этой ситуацией: «Да, он мой парень, только сам об этом пока не догадывается».
Увлечение Мартина хип-хоп музыкой стало известно летом 2006 года, когда он начал работать с рэпером Jay-Z над его альбомом Kingdom Come. Крис набросал несколько аккордов для будущей песни «Beach Chair» и прислал их Jay-Z. Они исполнили эту песню 27 сентября 2006 года в Royal Albert Hall в рамках Европейского тура Jay-Z. В 2007 Мартин появился на треке «Part of the Plan» дебютного сольного альбома Swizz Beatz One Man Band Man. Также Мартин сольно сотрудничал с Канье Уэстом, с которым исполнил экспромт на концерте в Abbey Road Studios в 2006 году. Они вместе записали песню «Homecoming».

### Влияния
U2 тоже сильно повлияли на Мартина как в творчестве, так и в политических взглядах, о чём он написал в списке «100 Величайших Исполнителей Всех Времен» журнала Rolling Stone напротив U2: "Я не покупаю каждые выходные билет в Ирландию и не дежурю у их подъезда, но U2 — это единственная группа, все произведения которой я знаю наизусть. Первую песню альбома The Unforgettable Fire «A Sort of Homecoming» я знаю вдоль и поперек — она очень воодушевляющая и красивая. Это одна из первых песен, которые я сыграл своему ребёнку, когда он ещё не появился на свет.
Среди исполнителей, поклонником которых является Мартин, британская поп-группа Take That и певица Кайли Миноуг.

## Сольная дискография
| Год  | Произведение                                           | Исполнитель   | Альбом                     | Роль                       |
| ---- | ------------------------------------------------------ | ------------- | -------------------------- | -------------------------- |
| 2002 | «Where Is My Boy», «Your Love Means Everything, Pt. 2» | Faultline     | Your Love Means Everything | Вокал                      |
| 2002 | «Gold in Them Hills»                                   | Ron Sexsmith  | Cobblestone Runway         | Вокал                      |
| 2003 | «Sliding», «Arthur»                                    | Ian McCulloch | Slideling                  | Фортепиано, бэк-вокал      |
| 2003 | «See It in a Boy's Eyes»                               | Jamelia       | Thank You                  | Соавтор, бэк-вокал         |
| 2004 | «Everybody’s Happy Nowadays»                           | Ash           | Orpheus                    | Бэк-вокал                  |
| 2004 | «Gravity»                                              | Embrace       | Out of Nothing             | Автор                      |
| 2004 | «Do They Know It's Christmas?»                         | Band Aid 20   | -                          | Вокал                      |
| 2006 | «All Good Things (Come to an End)»                     | Нелли Фуртадо | Loose                      | Соавтор, бэк-вокал         |
| 2006 | «Beach Chair»                                          | Jay-Z         | Kingdom Come               | Продюсер, вокал            |
| 2007 | «Homecoming»                                           | Канье Уэст    | Graduation                 | Соавтор, вокал, фортепиано |

## Личная жизнь
5 декабря 2003 года женился на американской актрисе Гвинет Пэлтроу. 14 мая 2004 у супругов родилась дочь Эппл Блайз Элисон (Apple Blythe Alison), 8 апреля 2006 года — сын Мозес Брюс Энтони (Moses Bruce Anthony). В 2014 году пара приняла решение расстаться.
Крис Мартин долгое время был веганом. Однако после его расставания с Гвинет Пэлтроу он снова стал употреблять продукты животного происхождения.
С июня 2014 года состоял в отношениях с молодой актрисой Дженнифер Лоуренс. Пара расставалась и сходилась несколько раз, но в августе 2015 года все-таки произошёл окончательный разрыв.
С 2015 по 2017 год состоял в отношениях с актрисой Аннабель Уоллис.
В 2017 году стало известно, что Мартин состоит в отношениях с актрисой Дакотой Джонсон.Они жили вместе в Малибу, штат Калифорнияи были помолвлены.В июне 2025 года сообщалось, что пара рассталась после восьми лет знакомства.